# Auel (België)
Auel is een plaats in de Belgische provincie Luik in de gemeente Burg-Reuland. De plaats telt ongeveer 110 inwoners.
Auel ligt in het dal van de Our.

## Geschiedenis
De naam Auel is vermoedelijk afkomstig van Aue, vruchtbaar land in een rivierdal. Oorspronkelijk lag de plaats op de rechteroever maar, vanwege overstromingen, verhuisde het dorp geleidelijk naar de, wat steilere, linkeroever.
In 1619 werd een kapel gesticht, die ondergeschikt was aan de parochie van Steffeshausen.

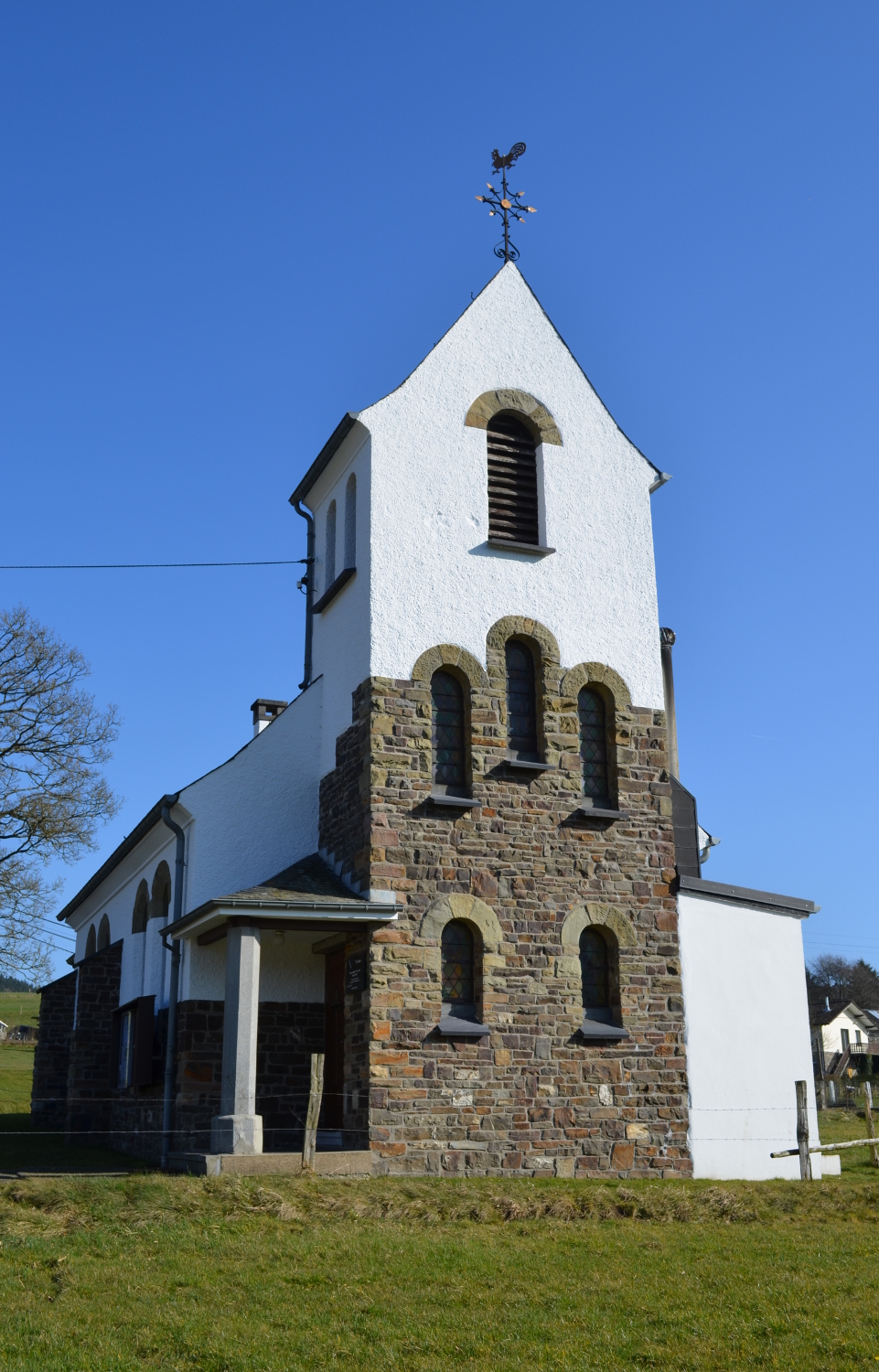
Kapel van Auel

## Bezienswaardigheden
- Kapel van Auel

## Nabijgelegen kernen
Steffeshausen, Winterspelt, Hemmeres
Deelgemeenten: Reuland · Thommen

Overige kernen: Aldringen · Alster · Auel · Bracht · Braunlauf · Diepert · Dürler · Espeler · Grüfflingen · Koller · Lascheid · Lengeler · Maldingen · Malscheid · Maspelt · Oberhausen · Oudler · Ouren · Richtenberg · Steffeshausen · Stoubach · Weidig · Weisten · Weweler

Belgische gemeenten · Duitstalige Gemeenschap · Arrondissement Verviers · Luik · Wallonië